# Wallace John Eckert
Wallace John Eckert (* 19. Juni 1902 in Pittsburgh, Pennsylvania; † 24. August 1971 in Englewood, New Jersey) war ein US-amerikanischer Astronom und Pionier wissenschaftlichen Rechnens mit Computern, speziell in der Astronomie.
Eckert studierte an der Columbia University und der University of Chicago und promovierte 1931 an der Yale University in Astronomie bei Ernest William Brown. 1926 bis 1970 war er Professor für Astronomie an der Columbia University, wo er  Direktor des von ihm 1937 gegründeten Thomas J. Watson Astronomical Computing Bureau war, an dem früh himmelsmechanische Berechnungen (Bahnbestimmung Planeten, Kometen) mit Lochkarten-Rechnern durchgeführt wurden. Unterstützt wurde das Labor durch Thomas J. Watson von IBM, damals Hersteller von Lochkartenmaschinen. In den 1940er Jahren wurden die Methoden auch im Manhattan Project angewandt, wo Richard Feynman vorher mit einer ganzen Gruppen von Operateuren an Tischrechenmaschinen die umfangreichen numerischen Berechnungen durchführte. 1940 bis 1945 war er Direktor des US Naval Observatory Nautical Almanac Office. Ab 1945 war er Gründer und Leiter des Watson Scientific Computing Laboratory an der Columbia University. Dort und gleichzeitig als leitender Wissenschaftler bei IBM führte er die Entwicklung des SSEC (IBM Selective Sequence Electronic Calculator). Schon 1946 gab er Kurse an der Columbia University in Wissenschaftlichem Rechnen mit Computern. An seinem Labor wurde auch ab 1948 der IBM 610 „Tischrechner“ entwickelt. Sein Buch von 1940 gilt als erstes Buch über wissenschaftliches Rechnen mit Computern. 
Zusammen mit seiner Frau Dorothy A. Eckert erstellte er das erste am Computer numerisch implementierbare Bewegungsmodell des Mondes (Hill–Brown–Eckert-Theorie).
Eckert war auch verantwortlich für die Bahnberechnung des Mondes im Rahmen des Apollo-Programms zur Mondlandung, ein Gebiet, für das er darum als führende Autorität galt (wie zuvor sein Lehrer Brown). 
1967 ging er an der Columbia University in den Ruhestand.
1966 erhielt er die James Craig Watson Medal der National Academy of Sciences (eine Auszeichnung in Astronomie). 
Der Asteroid (1750) Eckert und der Mondkrater Eckert sind nach ihm benannt.
Er ist nicht mit dem Computer-Pionier John Presper Eckert verwandt.

## Schriften
- Punched card methods in scientific computation, 1940, Reprint bei MIT Press 1984
- mit D. A. Eckert: The literal solution of the main problem of the lunar theory. In: Astronomical Journal, Vol. 72 (1967), S. 1299 ff (Text im SAO/NASA Astrophysics Data System ADS).